# Barcelonaprocessen
Barcelonaprocessen, eller Europa-Medelhavspartnerskapet (Euro-Mediterranean Partnership, EMP), är ett samarbete mellan EU och ett antal länder i Afrika och Mellanöstern som gränsar till Medelhavet.
Processen vilar på en deklaration, Barcelonadeklarationen från 1995, som vilar på de fyra huvudpunkterna:
- Politik
- Ekonomi
- Kultur
- Migration

Sedan 2008 har Barcelonaprocessen fått en fortsättning i Medelhavsunionen, som är en mellanstatlig organisation med huvudkontor i Barcelona.

## Medlemsländer
Medlemmar i samarbetet och unionen är Europeiska unionens 27 medlemsstater samt Albanien, Algeriet, Bosnien och Hercegovina, Egypten, Israel, Jordanien, Libanon, Mauretanien, Monaco, Montenegro, Marocko, Palestina, Tunisien och Turkiet
Avtalet med Syrien avbröts 2011. Libyen har observatörsstatus sedan starten 1995. Arabförbundet deltar också på mötena.